# Xian de Wubao
Le xian de Wubao (吴堡县 ; pinyin : Wúbǎo Xiàn) est un district administratif de la province du Shaanxi en Chine. Il est placé sous la juridiction de la ville-préfecture de Yulin.

## Démographie
La population du district était de 76 447 habitants en 1999.